# Fryeburg Academy
Die Fryeburg Academy ist eine Privatschule in den Vereinigten Staaten mit Sitz in Fryeburg (im Oxford County des Bundesstaats Maine). Sie wurde 1792 gegründet und ist damit eine der ältesten Privatschulen des Landes. Die Fryeburg Academy ist außerdem für den Schulbezirk 72 in Maine als offizielle High School anerkannt. An der Schule, die weltanschaulich ungebunden ist, können sich nicht nur Schüler aus den USA, sondern auch aus anderen Ländern einschreiben; viele kommen aus dem nahen Kanada, einige auch aus Europa, Asien und Afrika. Ein traditioneller Schwerpunkt des Unterrichts ist die Vorbereitung auf die Lehrerausbildung am Bowdoin College.

## Bekannte Lehrer und Absolventen
- Daniel Webster (1782–1852), Politiker, US-Außenminister
- John W. Dana (1808–1867), von 1847 bis 1850 Gouverneur von Maine[1]
- Spalding Gray (1941–2004), Schauspieler und Autor[2]
- David S. Rohde (* 1967), Journalist, mehrfacher Pulitzer-Preisträger[3]
- James Farrington, Kongressabgeordneter[4]
- Nathaniel S. Benton, Abgeordneter in New York[5]
- Joseph M. Harper, Kongressabgeordneter und Acting Governor von New Hampshire[6]
- Rufus Porter, Maler und Gründer von Scientific American[7]
- James Wheelock Ripley, Kongressabgeordneter[8]
- David Woodsome, Mitglied des Senats von Maine